# 柴田由香
柴田 由香（しばた ゆか、1979年11月3日 - ）は、日本の女性アニメーター、キャラクターデザイナー。Seven Arcs所属。山形県飽海郡遊佐町出身、血液型AB・さそり座。

## 人物・略歴
今は無き専修学校マルチメディアアート学園を卒業後、テレコム・アニメーションフィルムに1年半動画マンとして所属し、その後ガイナックスへ入社。
現在はガイナックスから離れ、Production I.G、トリガー、ufotable、フリーを経て2022年7月よりSeven Arcs所属。
彼女の初原画は『まほろまてぃっく』の第1話「紫陽花の咲く庭で」で、同時に同作品のエンディングアニメーションを当時のプロデューサーだった佐藤裕紀の指名（監督の山賀博之には内緒だった）で担当。翌年の2002年には『シスター・プリンセス RePure』第6話Bパート「鈴凛 東風が吹いたら」の絵コンテ・演出・作画監督を一人で務めた。
アニメ演出家である宮崎なぎさとは交流があり、彼女がキャラクター原案を担当した『まかせてイルか!』では柴田がキャラクターデザインを担当している。さらにはプロモーションビデオ『E'S blue to white』では監督にも抜擢されるなど、演出面でも活躍している。

## 主な参加作品

### テレビアニメ
1999年
- モンスターファーム〜円盤石の秘密〜（#33・#37・#41・#45動画）

2001年
- まほろまてぃっく（原画・EDアニメーション）
- フルーツバスケット（原画）

2002年
- アベノ橋魔法☆商店街（原画）
- シスター・プリンセス RePure（絵コンテ・演出・作画監督・原画）
- りぜるまいん（オープニング原画）
- GetBackers-奪還屋-（2002年 - 2003年、原画）
- ぷちぷり*ユーシィ（2002年 - 2003年、原画）
- ギャラクシーエンジェル（第3期、2002年 - 2003年、原画）
- まほろまてぃっく〜もっと美しいもの〜（2002年 - 2003年、作画監督補・原画）

2003年
- 住めば都のコスモス荘 すっとこ大戦ドッコイダー（原画）
- 獣兵衛忍風帖 龍宝玉篇（原画）

2004年
- 十兵衛ちゃん2 〜シベリア柳生の逆襲〜（原画）
- この醜くも美しい世界（原画・ED原画）
- お伽草子（原画）

2005年
- BLOOD+（2005年 - 2006年、第1期OP原画）
- BLACK CAT（2005年 - 2006年、OP原画）

2006年
- お茶犬『ほっ』とものがたり（デザイン協力）

2007年
- 天元突破グレンラガン（作画監督・原画・アイキャッチイラスト）
- 電脳コイル（原画）
- Devil May Cry（原画）

2008年
- 俗・さよなら絶望先生 （#7原画）
- RD 潜脳調査室（原画）
- 屍姫 赫（OP原画）
- ミチコとハッチン（原画）

2009年
- 君に届け（2009年 - 2010年、キャラクターデザイン・総作画監督・作画監督・OP作画監督・OP原画）

2011年
- 君に届け 2ND SEASON（キャラクターデザイン・総作画監督・作画監督・OP絵コンテ・OP演出・OP作画監督）
- THE IDOLM@STER（絵コンテ・演出・作画監督補佐・原画）
- 輪るピングドラム（OP原画）

2014年
- Fate/stay night Unlimited Blade Works（2014年 - 2015年、作画監督・原画）

2015年
- ゴッドイーター（2015年 - 2016年、ED絵コンテ・ED演出・作画監督・原画）

2016年
- テイルズ オブ ゼスティリア ザ クロス（作画監督・原画・第2原画）

2017年
- リトルウィッチアカデミア（OP絵コンテ）

2018年
- 恋は雨上がりのように（キャラクターデザイン・作画監督・総作画監督）

2021年
- バクテン!!（キャラクターデザイン・作画監督・総作画監督）

2025年
- 九龍ジェネリックロマンス（キャラクターデザイン・作画監督・総作画監督）

### 劇場アニメ
2001年
- 千と千尋の神隠し（動画）

2006年
- トップをねらえ2!劇場版（作画監督・原画）

2008年
- 空の境界 第三章「痛覚残留」（原画）

2009年
- マイマイ新子と千年の魔法（原画）

2011年
- 劇場版 戦国BASARA -The Last Party-（原画）

2013年
- 魔女っこ姉妹のヨヨとネネ（キャラクターデザイン・総作画監督）

2019年
- あにめたまご2019 「Hello　WeGo！」（キャラクターデザイン・作画監督・原画）

2022年
- 映画 バクテン!!（キャラクターデザイン・総作画監督）

### OVA
2000年
- フリクリ（2000年 - 2001年、動画）

2003年
- 遙かなる時空の中で2-白き龍の神子-（原画）

2004年
- まかせてイルか!（キャラクターデザイン・作画監督）
- 王ドロボウJING in Seventh Heaven（原画）
- トップをねらえ2!（2004年 - 2006年、キャラクター作画監督・原画）

2007年
- 東京マーブルチョコレート（原画）

2010年
- ひよ恋（キャラクターデザイン・作画監督）※夏ドキッ★りぼんっ子パーティー55上映作品

### Webアニメ
- 君に届け 3RD SEASON（2024年、キャラクターデザイン〈太田恵子と共同〉[4]）

### ゲーム
2003年
- テイルズ オブ シンフォニア（原画）

2013年
- ゴッドイーター2（原画）

2015年
- テイルズオブゼスティリア（原画）
- ゴッドイーター2 レイジバースト（原画）

### その他
- E'S blue to white（2006年、監督・キャラクターデザイン・作画監督・原画）※アニメーション制作はProduction I.G